# Амбисагрус
Амбисагрус (лат. Ambisagrus) је био галски бог, чији је култ био највише развијен у Аквилеји, у Цисалпској Галији (данашња Северна Италија).

## Етимологија
Име овог божанства је настало спајањем две речи пра-келтикта: ambi што значи „около“ и sagro што значи „јак“.

## Паралеле
Амбисагрус је од стране Римљана био идентификован као Јупитер, те се стога може претпоставити да је био бог грома.
Такође је могуће повући паралелу између Амбисагруса и Тараниса који је био поштован као бог грома у Француској Галији и Британији.